# Lygodactylus bradfieldi
Lygodactylus bradfieldi este o specie de șopârle din genul Lygodactylus, familia Gekkonidae, descrisă de John Hewitt în anul 1932. Conform Catalogue of Life specia Lygodactylus bradfieldi nu are subspecii cunoscute.